# Painter kuro
Painter kuro（ぺいんたー くろ）は、日本の美術家、舞台美術家。日本サルトル学会会員。

## 国内展
- 2010年-産経新聞社後援「てれどろ特別展」(埼玉 ギャラリー健)招待
- 2010年-ZAP 瑞聖寺アートプロジェクト
- 2012年-九条美術展(埼玉県立近代美術館)
- 2012年-第36回現代美術国際交流展 ARTEX-TOKYO 2012・JCAA会員選抜展(東京 Gallery K)
- 2012年-世代を超えて2人展Vol.2-堂免修・KURO展-(京橋 K's Gallery)
- 2013年-第8回未来抽象芸術展（新宿 全労済ホール/スペース・ゼロ）

等

## 海外展
- 2011年-Verge Art Fair(ニューヨークVerge Art Brooklyn)
- 2011年-ジャパニズム展(韓国 ソウル 耕仁美術館)
- 2011年-富士山展(エストニア エストニア国立図書館)
- 2011年-Painter kuro×Olga Moiseeva(ニューヨーク ギャラリーBamboo)
- 2012年-アートフェア(ニューヨーク Art Expo)

等

## 個展
- 2011年〜2014年-京橋 K's Gallery
- 2012年〜2014年-横浜 Art Truth(※Art Truth取り扱い作家)
- 2011年・2013年-茨城県 詩穂音
- 2013年-代官山 Gallery子の星
- 2011年・2014年-VITAMIN POWERS FACTORY

等

## その他の活動
【SADU(日韓現代作家交流会)主宰・主催として】
- 2010年-ソウル展（韓国 SOWOL ART HALL)
- 2010年5月-銀座展(銀座 ジェイトリップアートギャラリー）

銀座展は千葉テレビ「アート夢ぽけっと」にて取材、放送された。
- 2011年-ソウル展(CHEZ ROBERT Artist Bar)

日韓の現代作家の交流に力を注ぐ。
【ライブペイント】
- 2009年-山形県蔵王龍岩祭 招待
- 2014年-「仮構線〜共有の彼方」(吉祥寺 MANDA-LA2)カルメン・マキ、桜井芳樹、坂本弘道をゲストに迎えてのプロジェクト[1]

【ファッション】
2011年-大阪のデザイナーズブランド「VITAMIN POWERS FACTORY」での、洋服・バッグの共同開発
【舞台】
2012年-時代劇監督・井上泰治による舞台「元禄ヨシワラ心中」会場ロビー展示（新宿 スペース107）
【映像配信】
2011年-FFLLAATTの企画により、東日本大震災後のメッセージとして全世界へ向けライブペイントの映像が配信される。
美術界のみならず、服飾・舞台・音楽関係を含め、幅広く活動している。

## 人物
学歴、年齢共に非公開である。「Who's KURO」展(2013年1月・代官山 Gallery子の星)は、その謎を逆手に取ったもの。